# 오카모토 레이
오카모토 레이(일본어: 岡本 玲, 1991년 6월 18일 ~ )는 일본의 배우 겸 가수, 패션 모델이다. 와카야마현 와카야마시에서 태어났으며, 소속사는 에버그린 엔터테인먼트이다.
2003년 패션 잡지 〈니콜라〉 전속 모델 오디션에서 그랑프리를 수상하며 연예계에 입문했으며, 2007년에는 《생도제군!》으로 드라마에 처음 출연했다.
2008년엔 솔로 가수로도 데뷔했다.

## 출연

### 드라마
- 《생도제군!》 (2007년)
- 《붉은 실》 (2008년-2009년)
- 《BOSS》 (2009년)
- 《사랑해 악마: 뱀파이어 보이》 (2009년)
- 《텀블링》 (2010년)
- 《프리터 집을 사다》 (2010년) 호시노 아카리 역

### 영화
- 《역도산》 (2004년) - 오카모토 레이 역
- 《붉은 실》 (2008년)
- 《고교데뷔》 (2011년)